# Mítov
Mítov (dříve Mytov, německy Mittau) je vesnice, část obce Nové Mitrovice v okrese Plzeň-jih v Plzeňském kraji. Nachází se asi 1,5 kilometru severozápadně od Nových Mitrovic. Je zde evidováno 81 adres. V roce 2011 zde trvale žilo 48 obyvatel.
Mítov je také název katastrálního území o rozloze 8,41 km².

## Historie
První písemná zmínka o vesnici pochází z roku 1349.

## Obyvatelstvo
| Rok            | 1869 | 1880 | 1890 | 1900 | 1910 | 1921 | 1930 | 1950 | 1961 | 1970 | 1980 | 1991 | 2001 | 2011 | 2021 |
| -------------- | ---- | ---- | ---- | ---- | ---- | ---- | ---- | ---- | ---- | ---- | ---- | ---- | ---- | ---- | ---- |
| Počet obyvatel | 287  | 286  | 238  | 227  | 202  | 174  | 179  | 141  | 147  | 112  | 68   | 49   | 49   | 48   | 73   |
| Počet domů     | 39   | 41   | 43   | 39   | 39   | 39   | 41   | 48   | 48   | 38   | 27   | 23   | 49   | 48   | 50   |

## Obecní správa
Při sčítání lidu v letech 1850–1950 Mítov byl samostatnou obcí v okrese Plzeň. Od roku 1951 je částí obce Nové Mitrovice, se kterým patřil nejprve do okresu Blovice, ale od roku 1960 v okrese Plzeň-jih.

## Pamětihodnosti
- Západně od vesnice se dochovaly zbytky pravěkého hradiště a středověkého hradu Mítov, zvaného též Liškův hrad, ze třináctého století.[11]
- Nedatované hradiště Kokšín se nachází na stejnojmenném vrchu.[12]
- Vodní mlýn čp. 14
- Venkovské usedlosti čp. 17 a 23

## Osobnosti
- Narodil se zde Bedřich Moser (1821–1864), humorista, redaktor satirických časopisů.